# Horné Srnie
Horné Srnie (hongrois : Felsőszernye) est un village de Slovaquie situé dans la région de Trenčín.

## Histoire
La première mention écrite du village date de 1439.

## Démographie

### Évolution de la population
| Année:               | 1994. | 2004.   | 2014.   | 2024.   |
| -------------------- | ----- | ------- | ------- | ------- |
| Nombre de personnes: | 2862  | 2876    | 2795    | 2679    |
| Différence:          |       | +0,48 % | -2,81 % | -4,15 % |

| Année:               | 2023. | 2024.   |
| -------------------- | ----- | ------- |
| Nombre de personnes: | 2700  | 2679    |
| Différence:          |       | -0,77 % |